# 王田耀宗
王田耀宗（1971年—），中華民國海軍少將，臺灣原住民族卑南族出身，現任海軍二五六戰隊少將戰隊長，曾任海軍一五一艦隊少將艦隊長，海軍一六八艦隊上校副艦隊長，海虎軍艦上校艦長。畢業於海軍官校1993年班（民國82年班），海軍2024年敦睦艦隊少將支隊長。